# Полово размножаване
Половото размножаване е форма на размножаване на организмите, при която потомството има различна ДНК от тази на родителите. Задължителен етап от процеса на полово размножаване е процесът на мейоза, при който дадена клетка се дели, запазва само половината от нормалния набор хромозоми, като при това се извършва и разместване на генните компоненти. В повечето случаи получената клетка се слива с друга подобна клетка с половин набор хромозоми и се образува нова генна комбинация.
При някои нисши животни половото размножаване се извършва от един родител, който образува гамети чрез мейоза и от тях се формира нов организъм с различна ДНК. Този процес се нарича полова партеногенеза.
Половото размножаване дава големи преимущества на видовете, чиито индивиди са сложни и относително дългоживеещи. То позволява отделна успешна мутация да се разпространи бързо в цялата популация и да се комбинира с други успешни мутации, възникнали независимо в популацията.
Видовете с полово размножаване по правило са еукариоти, т.е. генетичната им информация е опакована в клетъчно ядро и нормалният индивид съдържа две копия от нея (два набора хромозоми). Това дублиране е защита срещу дефекти, освен това този излишък позволява относително безопасно натрупване на неутрални мутации, които при смяна на екологичната ниша (преадаптация) могат да се окажат успешни мутации и да доведат до бързи еволюционни промени.